# Stoned at the Nail Salon
Stoned at the Nail Salon è un singolo della cantante neozelandese Lorde, pubblicato il 21 luglio 2021 come secondo estratto dal terzo album in studio Solar Power.

## Tracce
Testi e musiche di Ella Yelich-O'Connor e Jack Antonoff.
1. Stoned at the Nail Salon – 4:26

## Formazione
Crediti adattati da Tidal.
Musicisti
- Lorde – voce
- Jack Antonoff – basso, chitarra elettrica, chitarra acustica, tamburi, percussioni, chitarra a dodici corde
- Phoebe Bridgers – cori
- Claire Cottrill – cori

Produzione
- Lorde – produzione
- Jack Antonoff – produzione
- Mark "Spike" Stent – missaggio
- Chris Gehringer – mastering
- Will Quinnell – mastering

## Classifiche
| Classifica (2021) | Posizione massima |
| ----------------- | ----------------- |
| Irlanda           | 80                |
| Nuova Zelanda     | 22                |
| Regno Unito       | 85                |